# Elezioni generali in Spagna del 1936
Le elezioni generali in Spagna del 1936 si svolsero il 16 e il 23 febbraio. Furono le terze e ultime elezioni generali della Seconda Repubblica spagnola.
Videro il confronto tra due grandi coalizioni, il Fronte Popolare (di sinistra) ed il Fronte Nazionale (di destra), entrambe formate da elementi repubblicani ed anti-repubblicani, in un caso marxisti e nell'altro monarchici. La vittoria andò ai frontisti, che seppero attrarre meglio gli elettori moderati mettendo in cima alle proprie liste gli istituzionali candidati della Sinistra Repubblicana.
Il tentativo di costruire un polo repubblicano alternativo di centro (come quello trionfante delle precedenti elezioni) con la fondazione del Partito del Centro Democratico, da parte del capo del governo Manuel Portela Valladares con l'appoggio del presidente della repubblica Niceto Alcalá-Zamora, il quale temeva che la polarizzazione avrebbe distrutto la Repubblica, si risolse in un totale fallimento.

## Risultati
- Frente Popular 3,750,900 - 39.63%
- Front d’Esquerres 700.400 - 7,40%
- Totale Coalizione Frente Popular: 4.451.300 - 47,03%

- CEDA, RE, CT, PAE 1.709.200 - 18,06%
- CEDA, PRR, RE, CT, PAE 943.400 - 9.97%
- CEDA-PCNR 584.300 - 6,17%
- Front Català d'Ordre - Lliga Catalana, CEDA, RE, CT 483.700 - 5,11%
- CEDA e Partido Republicano Progresista 307.500 - 3,25%
- CEDA-PRC 189.100 - 2,00%
- CEDA-PRLD 150.900 - 1,59%
- Partido Agrario Español 30.900 - 0,33%
- Totale Coalizione Frente Nacional: 4.375.800 - 46,48%

- Partido del Centro Democrático 333.200 - 3,51%
- Partido Nacionalista Vasco 150.100 - 1,59%
- Partido Republicano Radical 124.700 - 1,32%
- Comunión Tradicionalista 38.360 - 0,41%
- Partido Republicano Conservador 23.000 - 0,24%
- Partido Republicano Progresista 10.500 - 0,11%
- Falange Española y de las JONS 6.800 - 0,07%
- Totale Altri: 686.660 - 7,30%

## Seggi

Distribuzione dei seggi

| Schieramento    | Seggi |
| --------------- | ----- |
| Fronte Popolare | 286   |
| Destra          | 141   |
| Centro e PNV    | 56    |